# Irînivka, Rozdilna
Irînivka (în ucraineană Іринівка) este un sat în comuna Țebrîkove din raionul Rozdilna, regiunea Odesa, Ucraina.

## Demografie
Componența lingvistică a localității Irînivka
     Ucraineană (96,43%)
     Română (3,57%)
Conform recensământului din 2001, majoritatea populației localității Irînivka era vorbitoare de ucraineană (96,43%), existând în minoritate și vorbitori de română (3,57%).